# William MacMaster Murdoch
William McMaster Murdoch (Dalbeattie (Dumfries and Galloway), 28 februari 1873 – Atlantische Oceaan, 15 april 1912) was de first officer op de RMS Titanic. Hij is omgekomen bij de scheepsramp.

## Biografie

### Jeugd
Murdochs vader Samuel Murdoch was kapitein en ook verschillende andere familieleden zaten in de scheepvaart. Het was dan ook logisch dat ook William in de scheepvaart zou gaan werken. Allereerst bezocht hij de Dalbeattie Primary School en vervolgens de High School in Alpine Street. Daar slaagde hij in 1887.
Hij werd leerling bij de rederij William Joyce & Co. Al na vier zeereizen behaalde hij zijn eerste officiersdiploma. Hij ging nu aan boord van de Charles Gosworth waarmee handel werd gedreven langs de westkust van Zuid-Amerika. Hij werd gepromoveerd tot eerste officier op de Saint Cuthbert. Op dit schip behaalde hij in 1896 zijn masterdiploma. William bleef, na het behalen van zijn diploma, nog tot 1900 bij William Joyce & Co werken als eerste officier op het schip de Lydgate. Daarna ging hij naar de White Star Line.

### Carrière
Het eerste schip van de White Star Line waar Murdoch aanmonsterde was de Medic. Dit schip voer van Liverpool naar Sydney. Bij een van zijn bezoeken aan Sydney ontmoette hij de Nieuw-Zeelandse lerares Ada Florence Banks, met wie hij in 1901 trouwde. Op 13 juni 1907 ging hij aan boord van de Runic die ook van Liverpool naar Sydney voer. Op 25 juni 1903 werd hij tweede officier op de Atlantische route met de Arabic. Hierna voer hij nog op vele andere schepen op de Atlantische route, zoals de Celtic, de Oceanic en de Adriatic. Hij promoveerde in de volgende jaren tot eerste officier. In 1911 mocht hij aan boord van het toentertijd grootste schip ter wereld, de Olympic.

### Titanic
In 1912 werd hij overgeplaatst op de Titanic als plaatsvervangend hoofdofficier. Hij voer mee met de proefvaarten maar werd een paar dagen voor de eerste reis vervangen door Henry T. Wilde, waardoor hij eerste stuurman werd en iedereen onder hem ook een lagere rang verkreeg.
Tijdens de fatale botsing met een ijsberg had Murdoch de leiding op de brug van het schip. Hij speelde een belangrijke rol bij het lanceren van zo veel mogelijk boten,  met zowel mannen als vrouwen en kinderen.
Hoe Murdoch om het leven is gekomen is niet precies bekend. Er is een theorie dat hij zichzelf door het hoofd schoot nadat hij andere passagiers neerschoot die in paniek zich op een reddingsboot dreigden te storten terwijl het water bijna de brug bereikt had. Dit verhaal wordt gesteund door onder meer een ooggetuigenverslag van Carl Jansson. Sommigen beweerden dat het juist Henry Tingle Wilde was of pursor McElroy.

## Acteurs
In films en toneelstukken gebaseerd op de ramp met de Titanic wordt Murdoch door de volgende acteurs gespeeld:
- Theo Shall (1943) (Titanic)
- Barry Bernard (1953) (Titanic)
- Richard Leech (1958) (A Night to Remember)
- Paul Young (1979) (S.O.S. Titanic) (Tv Movie)
- Malcolm Stewart (1996) (Titanic) (Tv Miniseries)
- David Costabile (1997) (Titanic) (Broadwaymusical)
- Ewan Stewart (1997) (Titanic)
- Courtenay Pace (1998) (Titanic: Secrets Revealed) (documentaire)
- Charlie Arneson (2003) (Ghosts of the Abyss) (documentaire)
- Brian McCardie (2012) (Titanic)

In zowel de film uit 1996 als 1997 is te zien dat Murdoch zichzelf doodschiet.
De weergaven van Murdochs laatste momenten in de film uit 1997 veroorzaakte nog enige controverse. Hier is te zien hoe het fictieve personage Caledon Hockley Murdoch wil omkopen door geld in de jaszak van de officier te stoppen. Murdoch, die andere zorgen heeft dan het welzijn van Hockley, gaat door met de evacuatie van de passagiers. Wanneer Hockley zich beroept op de 'deal' gooit Murdoch het geld terug in zijn gezicht. Net voordat hij in staat is de laatste boot te water te krijgen gaat het mis. Een groep passagiers proberen de boot te bestormen. Murdoch probeert wanhopig de mannen op afstand te houden. Dan schiet hij in paniek twee passagiers dood. Wanneer Fabrizio hem een "Bastardo!" naar het hoofd slingert omdat hij zijn beste vriend geraakt heeft krijgt Murdoch grote spijt. Hij salueert zijn mede-officieren en zet zijn pistool tegen zijn slaap. Enkele maanden na de première van de film ging de vicepremier van filmproducent 20th Century Fox op bezoek bij het stadje Dalbeattie waar Murdoch woonde om daar zijn excuses aan te bieden voor deze weergave van hem.